# It Hurts Me Too
It Hurts Me Too – bluesowy standard, którego autor nie jest znany. Piosenkę zaaranżował Bob Dylan, który nagrał ją w 1970 r. Wydana została na albumie Self Portrait (1970).
Czasem, przy bardziej zmienionym tekście, utwór nosi tytuł „When Things Go Wrong” lub „When Things Go Wrong with My Baby”.

## Historia i charakter utworu
Utwór ten został nagrany na siódmej sesji do albumu, która odbyła się 5 marca 1970 r. Plonem tej sesji były także: „Alberta # 1”, „Alberta # 2”, „Gotta Travel On”, „The Boxer”, „Belle Isle”, „Little Sadie”, „Copper Kettle”, „Annie’s Gonna Sing Her Song” i „If Not for You”. Na sesji dwunastej (30 marca) dokonano instrumentalnych overdubbingów tej piosenki razem z „Copper Kettle”, „Belle Isle” i „All the Tired Horses”.
„It Hurts Me Too” jest jednym z bardziej znanych bluesów. Za jego autora uważa się Tampa Reda (Hudson Woodbridge lub Whittaker), który nagrał go po raz pierwszy 10 maja 1940 r. na sesji w Chicago. Akompaniował mu na pianinie bluesman Blind John Davis oraz nieznany muzyk na kontrabasie. Tampa Red grał na gitarze elektrycznej.
Po tego bluesa zaczęli sięgać inni bluesmani, jednak prawdziwą popularność zdobył on po nagraniu go przez Elmore’a Jamesa na sesji w Chicago w 1957 r. Blues ten został wydany na singlu i dotarł do 25 pozycji.
Przystępując do nagrania tego bluesa, Dylan był niewątpliwie zaznajomiony z prawie wszystkimi jego nagranymi wersjami. Blues ten ogólnie ma charakter empatyczny. Konkurent do ręki kobiety namawia ją na opuszczenie źle traktującego ją mężczyzny. W większości wersji tekstu bluesa, drzwi do jego buduaru są otwarte – pozostawia jej więc nieegoistycznie możliwość wyboru.
Dylan zmienił trzecią zwrotkę i tym samym pozbawił tego bluesa jego pierwotnej mocy.

## Muzycy
Sesja 7
- Bob Dylan – gitara, harmonijka, wokal, pianino
- Al Kooper – gitara, instrumenty klawiszowe
- David Bromberg – gitara, gitara Dobro
- Ron Cornelius – gitara, gitara Dobro
- Stu Woods – gitara basowa
- Alvin Roger – perkusja
- Hilda Harris – chórki
- Maeretha Stewart – chórki
- Albertine Robinson – chórki

Sesja overdubbingowa
Sesja dwunasta
- Bob Moore – gitara basowa
- Charlie Daniels – gitara, gitara dobro
- Karl T. Himmer – perkusja

## Wykonania piosenki przez innych artystów
- Tampa Red – Complete Recorded Works, Volume 11: 1939–1940 (1993)
- Elmore James – singiel (1963); The Sky Is Crying (1993); Golden Hits (1996)
- Otis Spann – Complete Candid Recording (1960)
- Paul Butterfield Blues Band – Original Lost Elektra Sessions (1964)
- Chuck Berry – Chuck Berry in Memphis (1967)
- Karen Dalton – It’s So Hard to Tell Who’s Going to Love You the Best (1969)
- John Mayall – Looking Back (1969); The World of John Mayall Vol. 1; So Many Roads
- Hound Dog Taylor – Hound Dog Taylor and the Houserockers (1971)
- The Grateful Dead – Europe '72 (1972)
- Mick Jagger, Ry Cooder, Nicky Hopkins, Bill Wyman, Charlie Watts – Jamming with Edward (1972)
- Eric Burdon – Unreleased Eric Burdon (1982); F#¢k Me... I Thought He Was Dead!!! Eric Burdon Alive (1999)
- Buster Brown – The New King of Blues – Golden Classics (1990)
- Eric Clapton – From the Cradle (1994)
- Freddie King – King of the Blues (1995)
- Luther Allison – Live in Chicago (1999)
- Big Bill Broonzy – The Bill Broonzy Story (1999)
- Angela Strehli, Sarah Brown, Marcia Ball – In Concert (2004)
- Foghat – Live!! Extended Versions (2001); Covered by Foghat (2006)
- Jeremy Spencer – Precious Little (2006)